# Mann Act
Lire en ligne

legisworks.org/congress

Le Mann Act, ou White-Slave Traffic Act (« loi sur la traite des Blanches »), est une loi fédérale américaine entrée en vigueur le 25 juin 1910.

## Histoire
Des militantes pour le droit de vote des femmes, surtout Harriet Burton Laidlaw et Rose Livingston, travaillent dans le Chinatown de Manhattan et dans d'autres villes pour secourir les jeunes filles blanches et chinoises tombées dans la prostitution forcée et elles soutiennent le Mann Act pour que le trafic sexuel entre États devienne un crime au niveau fédéral.
Nommée d'après son auteur, le représentant du deuxième district congressionnel de l'Illinois James Robert Mann, cette loi criminalise le fait de transporter des femmes ou des jeunes filles d'un État à un autre « dans un quelconque but immoral » (« any other immoral purpose »). Elle vise à lutter contre la prostitution et la traite des êtres humains, dans le contexte du mouvement de réforme morale qui caractérise l'ère progressiste de l'histoire des États-Unis.
Dans les faits, la formulation vague de la loi a conduit à son application dans une large palette d'affaires, au-delà de la simple prostitution, y compris dans le cas de relations entre adultes consentants, à l'image de la décision de la Cour suprême dans l'affaire Caminetti v. United States (en) (1917). 
Elle a permis aux autorités de poursuivre et condamner des célébrités jugées dangereuses, qu'elles soient Afro-Américaines, tels le boxeur Jack Johnson en 1912 ou le musicien Chuck Berry (condamné pour avoir eu des relations sexuelles avec une mineure blanche de 14 ans) en 1959, ou estimées trop à gauche, comme l'acteur Charlie Chaplin en 1944. Elle sert ainsi d'outil de persécution politique, voire de chantage.
Le Mann Act a été amendé en 1978, afin de lutter contre la pornographie infantile et en 1986, afin de défendre également les personnes de sexe masculin et de préciser les termes les plus vagues de la loi, la formule « dans un quelconque but immoral » étant remplacée par « en vue de commettre une activité sexuelle pouvant être l'objet de poursuites criminelles » (« any sexual activity for which any person can be charged with a criminal offense »).
La loi FOSTA (Allow States and Victims to Fight Online Sex Trafficking Act) adoptée le 11 avril 2018 instaure une nouvelle section dans la loi, Promotion or Facilitation of Prostitution and Reckless Disregard for Sex Trafficking, qui établit un nouveau crime fédéral ainsi qu'un droit à l'action civile pour s'y opposer.